# Mutatá
Mutatá este un municipiu din departamentul Antioquia, Columbia.